# World Racing 2
World Racing 2 (в русской версии — «World Racing 2. Предельные обороты») — компьютерная игра в жанре аркадного автомобильного симулятора, разработанная немецкой компанией Synetic GmbH. Международным издателем игры стала Playlogic Entertainment, а локализацией игры на русский язык и последующим изданием в России и странах СНГ занималась «Акелла». Выпущена 29 сентября 2005 года для игровых приставок Xbox, PlayStation 2, а также для персонального компьютера.
Является продолжением Mercedes-Benz World Racing 2003 года.
В 2022 году состоялся релиз переиздания, World Racing 2 — Champion Edition, размещённого в Steam и GOG текущим правообладателем игры, компанией UniqueGames.

## Игровой процесс

Снимок игрового процесса: игрок едет на автомобиле марки Volkswagen по пересечённой местности

World Racing 2 — аркадный автосимулятор, имеющий вполне типичный геймплей для игр такого жанра, который может быть сравним с предшественницей, Mercedes-Benz World Racing, а также с такими играми, как игры серий Need for Speed, Forza Motorsport и Project Gotham Racing.
Игрокам предоставляется возможность управлять множеством лицензированных автомобилей от известных производителей, таких как Alfa Romeo, Audi, Bentley, Lamborghini, Škoda, SEAT, Volkswagen, AC Cars, Mercedes-Benz, Rinspeed, Wiesmann на различных трассах, включая дороги различных стран мира. World Racing 2 предлагает разнообразные локации для гонок, включая городские улицы, сельские дороги, пустыни и горные серпантины. Каждая трасса имеет уникальные особенности и вызовы, в частности, различные особенности сцепления с дорогой и т.п. В числе стран, на которых проходят соревнования: Италия, Египет, США (Майами и Гавайи).
World Racing 2 содержит несколько режимов игры, включая одиночные гонки, чемпионаты и многопользовательские состязания. Основное внимание уделено реализму вождения и физике движения автомобилей. Кроме того, игра предлагает расширенные возможности настройки автомобилей, позволяя игрокам настраивать параметры для оптимизации производительности автомобиля в зависимости от типа трассы и условий погоды.
Управление автомобилем осуществляется при помощи клавиатуры. Существует возможность игры с компьютерным рулём.

## История разработки

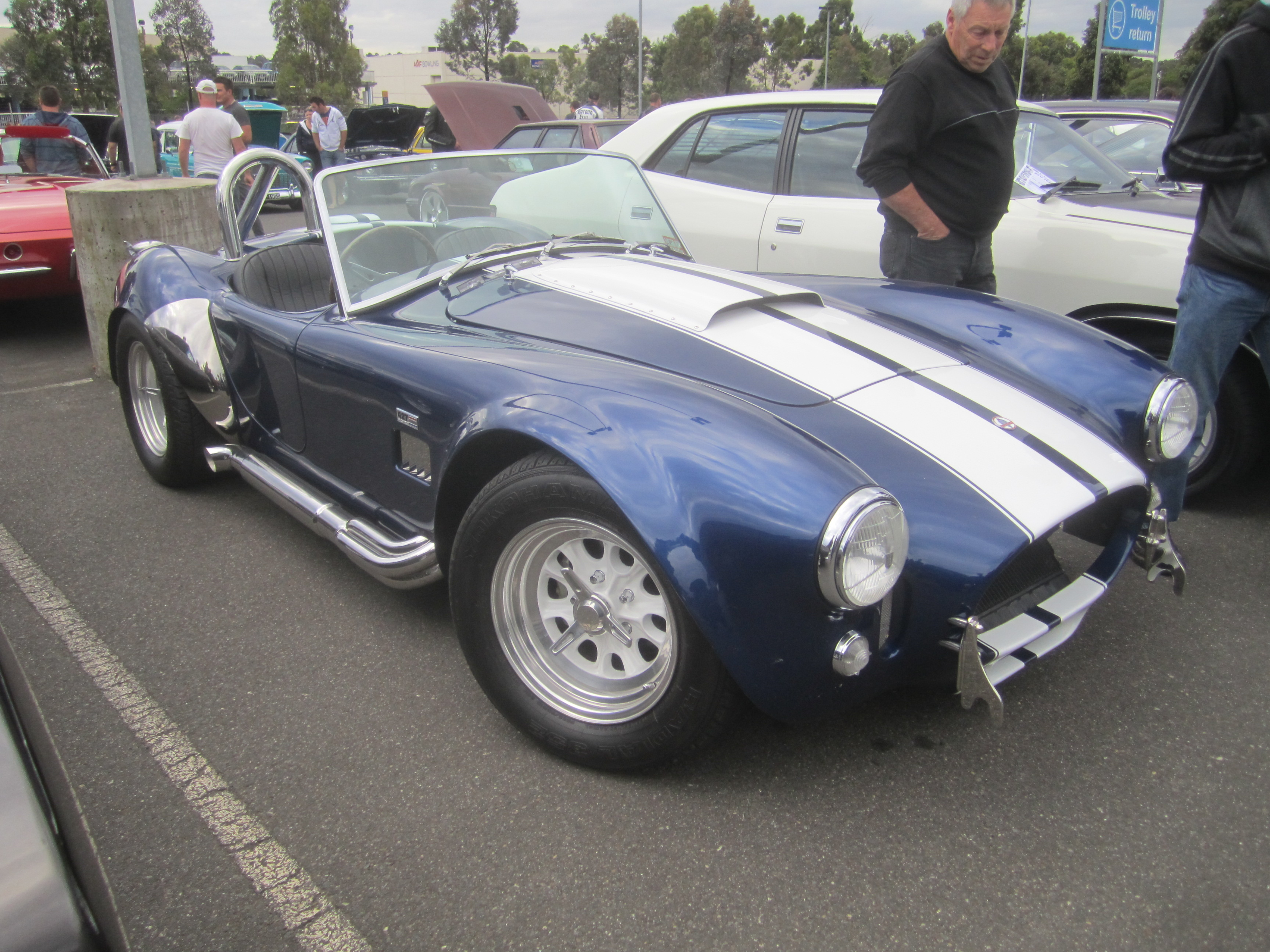
AC Cobra — один из лицензированных автомобилей, которыми можно управлять в игре

Первоначально планировалось, что игра будет сосредоточена на автомобилях марки Volkswagen, по аналогии с первой частью — Mercedes-Benz World Racing, посвящённой продукции Mercedes-Benz. Позднее появились более развёрнутые сведения: стало известно, что в World Racing 2 будут также присутствовать автомобили дочерних компаний фирмы Volkswagen Group — Audi, Bentley, Lamborghini, Skoda и SEAT.
Первые скриншоты игры появились в начале октября 2004 года. На них изображались гонки на автомобилях марки «фольксваген» на фоне трёхмерных пейзажей природы. В новости на сайте TeamXbox от 6 октября 2004 года, помимо кадров игры, приводятся также некоторые другие данные, например то, что World Racing 2 будет использовать доработанный игровой движок первой части с улучшенными тенями и освещением а также новыми эффектами грязи и дорожной пыли; упоминается о том, что автомобили будут более проработанными, а возможности их индивидуализации (то есть изменение внешнего вида машины игроком) вырастут.
В новости от 11 ноября 2004 года сообщается о том, что в игре также будут присутствовать «легендарный» английский автомобиль AC Cobra, который выпускался фирмой AC Cars с 1961 по 1967 год. Также процитировано сообщение представителя автомобильной компании, в котором он говорит, что работники концерна «довольны технологической частью игры» и тем, как автомобиль был воссоздан в виртуальном пространстве. В конечном итоге, в игре представлены машины таких марок как Alfa Romeo, Audi, Bentley, Lamborghini, Skoda, SEAT, Volkswagen, AC Cars, Mercedes-Benz, Rinspeed, Wiesmann.
До конца года появлялись новости о том, что в игре будет присутствовать возможность наклеивать виниловые плёнки на виртуальные машины, таким образом, изменяя их внешний вид (этот акцент игры прорабатывался совместно с компанией CFC CarFilm Components, чья специализация — производство винилов); о развитой системе повреждений автомобиля; а также о том, что в качестве символа игры будет выступать 19 летняя модель по имени Изабель (англ. Isabell), ставшая победительницей конкурса красоты немецкого отделения журнала FHM.
В последних числах декабря 2004 года представлен первый трейлер World Racing 2, который демонстрирует игровой процесс.
В конце февраля 2005 года появились сведения о локациях в игре, на которых будут проходить гонки. Упоминаются Египет, Гавайи, Италия, Майами. В апреле появился второй видеоролик, показывающий игровой процесс, а позднее, в июне, появились новые скриншоты.
Выход игры состоялся 29 сентября 2005 года.
После официального релиза для World Racing 2 было выпущено несколько патчей, исправляющих найденные недоработки. Кроме того, до выхода игры разработчики выпустили три демоверсии. Первая демоверсия включает одну трассу в Италии и три автомобиля Volkswagen на выбор (Touareg, Golf GTI и Golf R32). Вторая — другую трассу в Италии и два автомобиля Škoda — Škoda Octavia RS и Octavia Race. Третья — трассу в немецком город Хоккенхайм и два варианта Lotus Elise — Roadster и Cup/R.
После релиза вокруг игры сложилось сообщество игроков; она также получила поддержку у создателей модификаций, которые разрабатывают и размещают пользовательский контент для неё.

### Переиздание Champion Edition
В 2022 году игра была переиздана в Steam и GOG как World Racing 2 — Champion Edition. Издателем выступила компания UniqueGames.
В игре были улучшены графика и другие элементы, добавлена поддержка больших разрешений и современных систем, а также Steam Workshop для создателей модификаций, фоторежим и система достижений. Лицензированные автомобили в новой версии были заменены на схожие по внешнему виду аналоги (как заявляется, «соответствующие стилю игр Synetic»). Реальные марки не используются из-за проблем с лицензированием. Также был изменён вид игровых локаций.
Над кодом для релиза игры работал польский моддер Silent, ранее выпустивший несколько неофициальных патчей для игр серии Grand Theft Auto и других.

## Саундтрек
Так же, как и в первой части, саундтрек игры представлен электронной музыкой: брейкбитом, трансом, электроник-роком. Исполнители: Alexander Pfe, Bass Bumpers, Dynamedion, Karen McGregor, Pierre Gerwig Langer, Tilman Sillescu, VooDoo & Serano.

## Игровой движок
Компьютерная игра World Racing 2 использует игровой движок собственной разработки компании Synetic, называющийся 3D Landscape Engine (рус. «Ландшафтный трёхмерный движок»).
Одной из отличительных характеристик данной технологии является хорошая работа с большими открытыми пространствами. Также технология поддерживает погодные эффекты, динамические тени, изменяющиеся в зависимости от освещения, шейдерную воду с волнами и светопреломлением, отражения на автомобилях. Система частиц отвечает за визуализацию водных брызг и дорожной пыли.
Более поздние и доработанные версии движка использовались во всех последующих разработках компании Synetic.

## Рецензии и оценки
| Сводный рейтинг       | Сводный рейтинг | Сводный рейтинг | Сводный рейтинг  |
| Издание               | Оценка          | Оценка          | Оценка           |
| Издание               | PC              | PS2             | Xbox             |
| --------------------- | --------------- | --------------- | ---------------- |
| GameRankings          | 74,17 %         | N/A             | 50,00 %          |
| Metacritic            | 68/100          | N/A             | 47/100           |
| MobyRank              | 7,1/10          | 7/10            | 6/10             |
| Иноязычные издания    |                 |                 |                  |
| Издание               | Оценка          | Оценка          | Оценка           |
| Издание               | PC              | PS2             | Xbox             |
| 4Players              | N/A             | 42/100          | N/A              |
| GameSpot              | 4,4/10          | N/A             | 4,1/10           |
| GameZone              | 83/100          | N/A             | N/A              |
| IGN                   | N/A             | N/A             | 4,5/10           |
| Jeuxvideo.com         | N/A             | 60/100          | N/A              |
| OXM                   | N/A             | N/A             | 5/10 5,3/10 (UK) |
| PC Gamer (UK)         | 6,8/10          | N/A             | N/A              |
| TeamXbox              | N/A             | N/A             | 5,3/10           |
| PlayStation 2 Mag     | N/A             | 5/10            | N/A              |
| Total Video Games     | N/A             | 7/10            | N/A              |
| GamersHell.com        | 86/100          | N/A             | N/A              |
| PC Games              | 83/100          | N/A             | N/A              |
| Русскоязычные издания |                 |                 |                  |
| Издание               | Оценка          | Оценка          | Оценка           |
| Издание               | PC              | PS2             | Xbox             |
| Absolute Games        | 85 %            | N/A             | N/A              |

Игра получила в основном смешанные оценки от игровых критиков, они значительно разнятся в зависимости от платформы. Так, средняя оценка на агрегаторе оценок Metacritic составила 47 % из 100 % для Xbox-версии, что чуть ниже средней. Однако версия для ПК получила уже куда более позитивную оценку — 68 % из 100 %. Агрегатор MobyRank от MobyGames высчитывает 6 из 10 для Xbox-версии, 7 из 10 для PS2-версии и 7,1 из 10 — для ПК-версии.

### Xbox
Самую низкую оценку поставил игровой ресурс GameSpot — 4,1 из 10. Его обозреватель Аарон Томас (англ. Aaron Thomas) пишет, что «World Racing 2 вносит несколько ключевых улучшений по сравнению с предшественником, но по-прежнему остаётся недостаточно качественным проектом». Томас отметил игру за впечатляющие повреждения автомобилей, трассы и режимы гонок, а также за множество улучшений. Критика включала в себя то, что «улучшения не доставляют удовольствия». Критике подверглись геймплей, меню, звуковое сопровождение.
Обозреватель IGN Дуглас Перри (англ. Douglass C. Perry), также оценивший игру низким баллом 4,5 из 10, пишет, что «к сожалению, в игре присутствует грубый дизайн трасс, а ужасные дизайны автомобилей усиливают ощущение несбалансированности и неправдивости игры». Перри оценил улучшения в сравнении с первой частью и разрешение 480p, но высказал критику по поводу геймплея и музыки.
Official Xbox Magazine и его британский вариант (UK edition) поставили игре средние оценки — 5 из 10 и 5,3 из 10 соответственно.
5,3 из 10 ставит игре сайт TeamXbox. Обзор игры был основан на предположении о её конкуренции с несколькими высококачественными конкурентами в своём жанре — Forza Motorsport, Project Gotham Racing и Colin McRae Rally, с которыми World Racing 2 приходится участвовать в конкурентной гонке за внимание покупателей. Кроме того, обозреватель подробно описывает ряд автомобилей, представленных в игре. В своей рецензии журналист из TeamXbox отметил, что разработчик Synetic решил расширить горизонты, вместо того чтобы обновлять бесконечный список автомобилей Mercedes для World Racing 2. Таким образом, в игру были введены автомобили других марок, что вносит разнообразие в игровой опыт и предоставляет игроку большой выбор.
В дополнение к Mercedes, в игре представлено множество автомобилей от VW и их других брендов по всему миру. Остальные марки и модели, в основном, малоизвестны здесь, в Штатах. Вероятно, самыми известными являются Lotus, и некоторые фанаты ралли могут узнать марку Škoda. (...) Все эти автомобили — настоящие спортивные, и поэтому они заслуживают того, чтобы на них прокатиться. Ключевое слово здесь — „выбор“, и это лучше, чем было в прошлой игре.
Рецензент неплохо отзывается о модели поведения автомобилей: «опыт вождения находится между Forza и Need for Speed по реализму (это можно настроить с помощью пяти различных уровней); идеально подходит для тех, кто хочет разобраться в технике вождения, не зная, что такое trail braking. Тем не менее, вам необходимо уметь управлять автомобилем на дороге, так как все эти транспортные средства могут быть повреждены».

### PlayStation 2
Достаточно средние оценки получила и PS2-версия. 5 из 10 поставил игровой журнал PlayStation 2 Mag. Однако Total Video Games оценил игру выше, на 7 из 10.
Jeuxvideo.com, французский игровой сайт, оценил игру в 60 % из 100 %. Автор обзора так подытоживает свой материал: «World Racing 2 в конечном итоге не очень-то отличается от предшественницы. Хотя сиквел добавляет новые автомобили и предлагает довольно приятную графику, он страдает от очень аркадного геймплея, который становится скучным уже через несколько часов. Поведение машин совершенно не соответствует реальности, и отсутствие настоящих настроек является серьёзным недостатком этой игры, которая, тем не менее, имеет некоторые хорошие моменты».
Немецкий ресурс 4Players.de присвоил игре оценку в 42 из 100 %. Обозреватель высказался о продукте крайне негативно, заявляя, что она не соответствует уровню таких игр для PlayStation 2, как Burnout Revenge или Gran Turismo 4".

### ПК

#### Зарубежные издания
Согласно обзору на ресурсе GameSpot, PC-версия игры World Racing 2 получила самую низкую оценку в 4,4 из 10 от обозревателя Аарона Томаса, который также рецензировал Xbox-версию. Тем не менее, он отметил наличие в ПК-версии многопользовательского режима и лучшую графику по сравнению с версией для Xbox, что, по его мнению, повышает общую оценку игры.
На другом игровом ресурсе, GamersHell.com, игра была оценена положительно — 8,6 из 10. Автор обзора высоко оценил модельный ряд автомобилей и усовершенствования, внесенные разработчиками по сравнению с предыдущей частью. Он также отметил детализацию игрового мира, включая детали, такие как следы от колес на траве и объектах, что придает игре больше реализма.
Ещё один ресурс, GameZone, присвоил игре оценку 83 из 100. Обозреватель подчеркнул, что первые моменты в гоночной игре часто определяют её успех или неудачу, и выразил надежду на успешное выживание и возможную победу в гонке, несмотря на недостатки, такие как запутанные трассы и вызывающее раздражение управление.
Немецкий филиал журнала PC Games также оценил игру в 83 из 100. Обозреватель отметил успехи студии Synetic в создании качественных гоночных игр, таких как N.I.C.E., N.I.C.E. 2 и World Racing. Он выразил восхищение возможностью путешествовать по миру на всем модельном ряду Mercedes-Benz в World Racing 2, но также указал на проблемы с искусственным интеллектом противников и несбалансированность между симуляцией и аркадным режимом в игре

#### Русскоязычные издания
Российский игровой сайт StopGame.ru публикует позитивную рецензию, в которой отмечает различные достоинства игры. В частности, обозреватель хорошо отзывается о дизайне игровых локаций («над дизайном трасс в Synetic работали с любовью, трепетное отношение разработчиков к внутриигровым трекам видно невооруженным глазом»), отмечает очень хорошую детализацию транспортных средств и удачную модель управления автомобилями. Итоговый комментарий — «красивый, яркий, интересный, динамичный рейсинг. Толстокожему NFS пришла пора посторониться».
Ныне недействующий российский игровой сайт 1ON.RU также положительно оценил версию игры для ПК. «Проехаться в WR2 можно будет по самым красивым, но, с другой стороны реальным, местам. Разнообразие и свобода — вот главные козыри игры. Нет жёсткого контроля над тем, едите вы по трассе, или сломя голову срезаете по мелколесью полдороги. А можно вообще забыть о гонке, развернуться, и ехать рассматривать достопримечательности. И есть ведь на что посмотреть! Почти все, из сотни трасс уникальны. Майами, и военная деревушка, в которой часть пути вы едите по палубе авианосца (на зависть стоящим на ней истребителям — всё это часть большого мира WR2». «Если NFS в жизни „must have“, то World Racing 2 — это „must feel“. Именно почувствовать живую гонку в реальном мире. К ней захочется возвращаться. Synetic снова порадовала прекрасной аркадой, которая, если и не получит всеобщей поддержки, то, по крайней мере, непременно станет хорошим средством отдыха для романтиков и автолюбителей».
Крупнейший российский игровой портал Absolute Games оценил игру в 85 из 100. Автор обзора, Михаил «REDGUARD» Калинченков, начал свой обзор с того, что начальная часть игры World Racing 2 может показаться повторением первой части с небольшими изменениями. Он отметил, что игра по-прежнему включает в себя мини-чемпионаты и разнообразные миссии. «Задания теперь стали более разнообразными: от показа определённой средней скорости и разгона до максимальной скорости, до набора очков за заносы (вариант режима „Drift“ из Need for Speed: Underground) и попыток не сильно повредить машину». Автор также отметил добавление шести новых масштабных локаций в игре, которые он назвал настоящими произведениями искусства. В заключение Калинченков назвал игру «достойным продолжением World Racing, хотя и с некоторыми спорными моментами».

### Champion Edition
На сайте Jalopnik.com была опубликована критическая статья отношению к изданию Champion Edition. В первой части материала автор отметил положительный момент — возвращение игры в продажу. Было также подчеркнуто, что разработчики игры не остановились, столкнувшись с проблемами лицензирования, которые зачастую останавливают другие компании от переиздания своих старых проектов. Автор также похвалил разработчиков за то, что они проделали большую работу над переизданием. Однако впоследствии автор статьи раскритиковал игру, отметив неудачные, на его взгляд, аспекты.
Команда из четырех человек, ответственная за конверсию, внедрила множество улучшений и исправлений ошибок, включая поддержку современных геймпадов, моддинг через Steam Workshop и удаленную игру… Приятно видеть такое пристальное внимание к классическому гоночному симулятору, обеспечивая его доступность на современных ПК в течение многих лет… Тем не менее, я должен уточнить: мне не нравится эта игра. Издатель предоставил WR2:CE, и я играл в нее несколько раз за последние несколько недель. Управление кажется странным, искусственный интеллект раздражает, карьера скучна и бессмысленна, а музыка ниже среднего.